# Der Heizer
Der Heizer ist eine Erzählung von Franz Kafka, die 1913 im Rahmen der Schriftenreihe Der jüngste Tag im Kurt Wolff Verlag erschien. Gleichzeitig ist sie das erste Kapitel des Romanfragmentes Amerika (Titel von Max Brod), das laut Kafka Der Verschollene heißen sollte und unter diesem Titel heute allgemein geführt wird. Der Verleger hatte „sehr herzlich und sehr dringend“ um dieses erste Kapitel gebeten. Zur Veröffentlichung des gesamten Romans konnte Kafka nicht bewogen werden, da er ihn als unzureichend empfand.

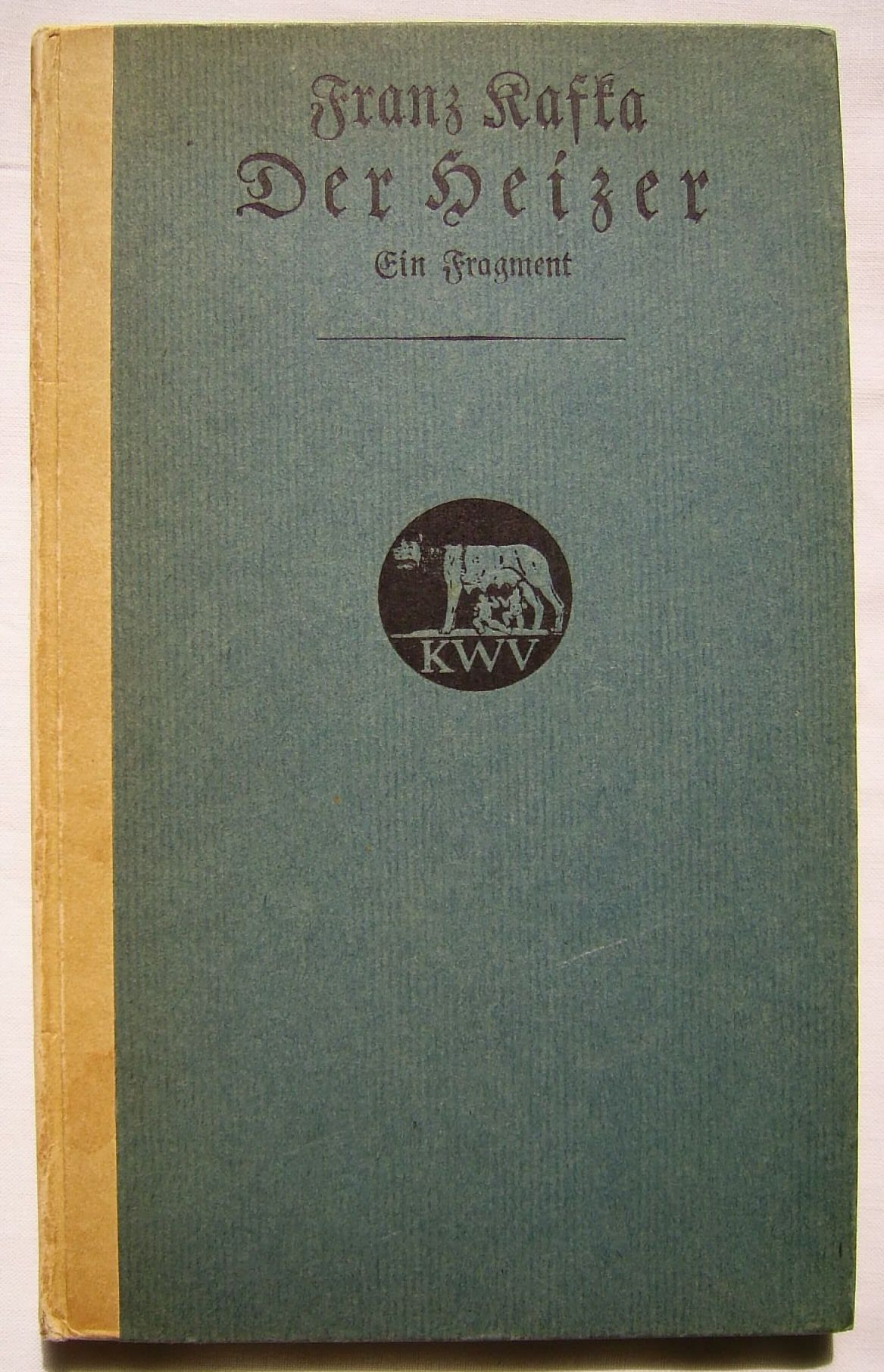
Original-Verlagseinband des Erstdruckes aus dem Jahr 1913

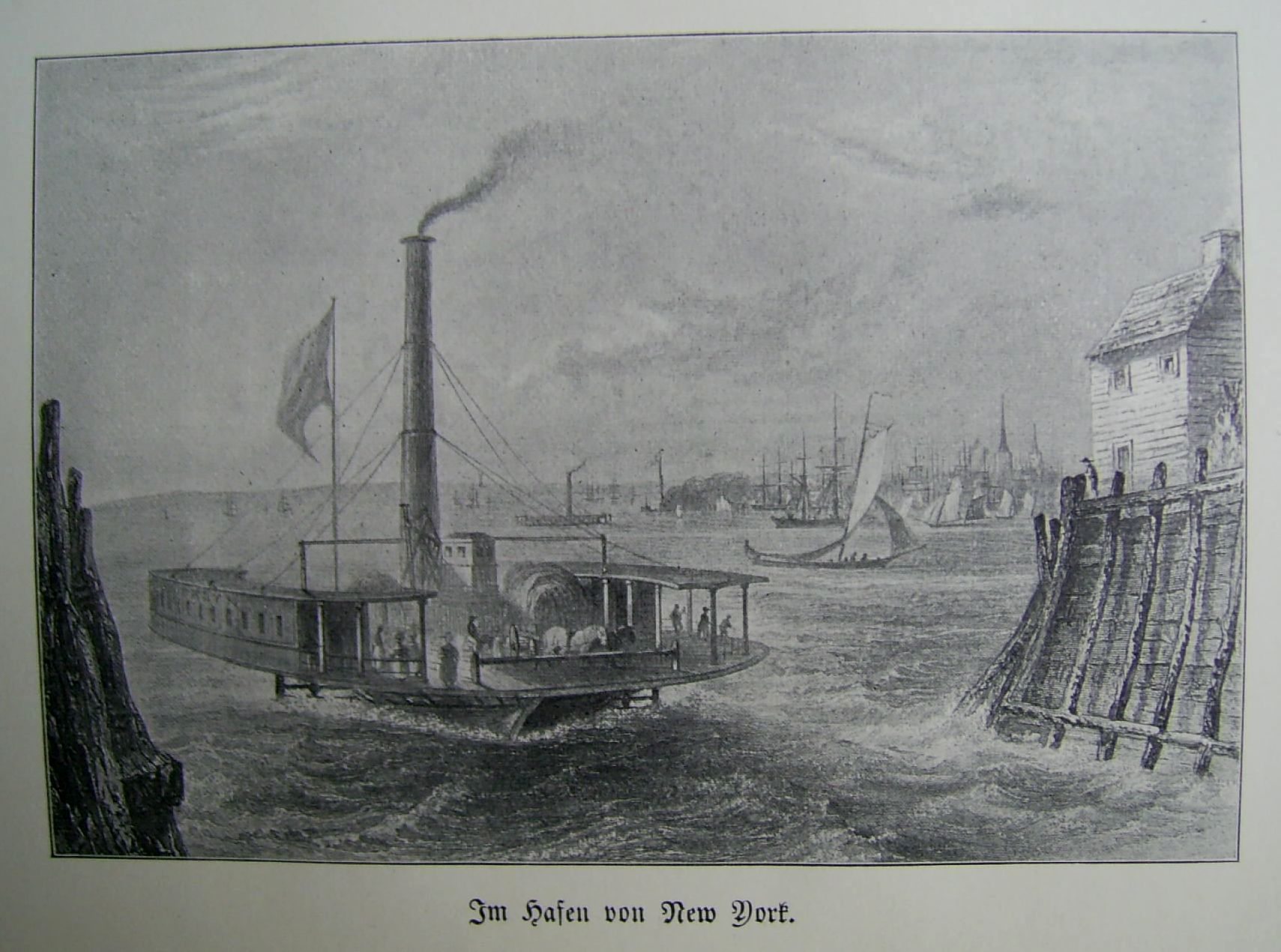
Frontispiz des Erstdruckes, Hafenansicht von New York

Ein sehr junger Mann wird nach einem Skandal von seinen Eltern nach Amerika geschickt. Er versucht nach der Ankunft hilfsbereit und mit naivem Engagement seinen neuen Lebensweg zu finden. Er begegnet dort seinem reichen Onkel. Es bleibt vage, wie sich die Beziehung entwickeln wird.
Im Roman Der Verschollene wird dann beschrieben, wie Karl immer mehr auf der gesellschaftlichen Leiter abrutscht.

## Inhalt

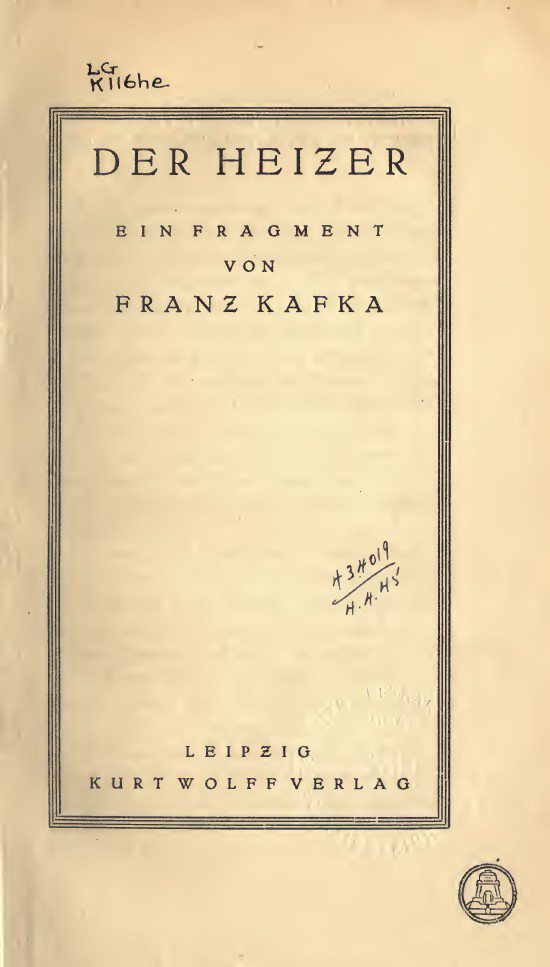
Der Heizer, 1913

Der 16-jährige Karl Roßmann ist auf das Drängen seiner Eltern hin allein nach Amerika ausgewandert. Es ist eine Flucht vor der Schande und vor Unterhaltsforderungen eines elterlichen Dienstmädchens, das ein Kind von ihm bekommen hat. Die Umstände des Beischlafes werden später im Text als eine Vergewaltigung Karls dargestellt. Als sein Schiff den amerikanischen Hafen – offensichtlich New York – erreicht, sieht er die Freiheitsstatue, die hier allerdings ein Schwert statt einer Fackel trägt. Als er an Land gehen will, fällt ihm auf, dass er seinen Regenschirm vergessen hat. Naiv überlässt er seinen Koffer einem fremden Mitreisenden und begibt sich auf die Suche nach dem Regenschirm. Er verirrt sich bei der Suche und trifft einen Schiffsheizer in dessen Kajüte. Es entsteht ein angeregtes Gespräch. Der Heizer gibt Ratschläge, spricht aber auch von seinen dienstlichen Problemen, insbesondere mit dem Obermaschinisten Schubal. Die Probleme beizulegen, begeben sich beide zur Kapitänskabine und bringen den Fall bei den dort anwesenden hochgestellten Herren vor. Karl versucht schlau und diplomatisch, das Anliegen des Heizers zu verteidigen, der sich seinerseits in seiner Wut verrennt.
Karls Onkel, seines Zeichens Senator und ein angesehener Mann, ist unter der Gesellschaft, weil ihm das Dienstmädchen die Ankunft Karls schriftlich mitgeteilt hat, und erkennt seinen Neffen. Er fragt nach dessen Namen und löst die Situation auf. Karl begreift langsam, dass er wegen der hohen gesellschaftlichen Stellung seines Onkels unmöglich immer weiter wegen der Ungerechtigkeiten gegenüber dem Heizer insistieren kann. Es fällt ihm schwer, sich von seiner Anhänglichkeit und scheinbaren Verantwortung für den Heizer zu lösen. Als er sich dann auf Drängen des Onkels hin vom Schiff entfernt, glaubt er nicht, dass dieser „ihm jemals den Heizer werde ersetzen können“.

## Textanalyse
Das frühere Schicksal Karls als unfreiwilliger Erzeuger eines Kindes wird einleitend in einem Nebensatz der Erzählung emotionslos präsentiert. Karl selbst verdrängt die Geschichte, er denkt an das Dienstmädchen nur „im Gedränge einer immer mehr zurücktretenden Vergangenheit“. Die Umstände, unter denen er seine Heimat verlassen musste, erscheinen herzlos, wenn man den noch kindlichen Protagonisten betrachtet. Der Onkel, der allerdings den Eltern negativ gegenübersteht, meint, diese hätten Karl beiseitegeschafft, wie „eine Katze“, zur Vermeidung von Alimentezahlungen und des Skandals. Im vierten Kapitel des zugehörigen Romanfragments Der Verschollene erinnert sich Karl „an den schrecklichen  Abend, an dem die Mutter die Amerikareise angekündigt hatte“.
Karl ist freundlich, naiv und hilfsbereit und fühlt einen Makel aufgrund seiner Vorgeschichte. Den will er durch seine Anteilnahme und Fürsorge dem Heizer gegenüber wieder wettmachen. Er wünscht sich, die Eltern könnten ihn so sehen, wie er vor hochgestellten Herrn für die Gerechtigkeit streitet. Aus dieser Sicht gleicht sein Engagement dem Versuch, das elterliche Urteil über den Sohn einer Revision unterziehen zu lassen. Karl ist aber nicht nur schuldloses Opfer, er zeigt neben gut gemeinter Naivität auch taktisches Verhalten und lässt unschuldig-verlogene Züge erkennen. Karl hat ein starkes Gerechtigkeitsempfinden. Seine fast zärtliche Anhänglichkeit an den einfachen Heizer, dem er glaubt helfen zu müssen, ist viel stärker als die Hinwendung zu seinem reichen, überlegenen Onkel, der ein Leben im Wohlstand bietet.
Der Leser wird – ähnlich wie mit dem inhaltsschweren Einleitungssatz – auch mit dem Auftauchen des Onkels zunächst allein gelassen. Man fragt sich, ob so ein Zufall realistisch ist, dass sich die beiden in dem großen New York schon am ersten Tag treffen. Aber es ist kein Zufall; der Onkel ist mit dem Brief des Dienstmädchens auf das ankommende Schiff gekommen und hat offensichtlich dem Kapitän die Geschichte erzählt. Dem Onkel gegenüber, der eigentlich eine neue Vaterfigur für den Neffen darstellen könnte, empfindet Karl keine verwandtschaftlichen Gefühle. Dass dies zu Recht so ist, zeigt der weitere Verlauf des zugehörigen Romanfragments. Innerhalb der Erzählung verurteilt der Onkel sehr deutlich das Verhalten von Karls Eltern. Er vollzieht somit das Gegenteil dessen, was Karl überhaupt auf das Schiff gebracht hatte: Der Onkel lobt nun Karl ausdrücklich, er scheint sogar stolz auf ihn zu sein, statt ihn – wie die Eltern – zu verstoßen. Und dann stellt der Senator (der übrigens der Bruder von Karls Mutter ist) die entscheidende, rhetorische Frage an den Kapitän: „Habe ich nicht einen prächtigen Neffen?“ Der Onkel verurteilt also Karls Eltern, nicht deren Sohn. Das Urteil der Eltern ist somit aufgehoben. Und es wird ersetzt durch das von Karl Roßmann unbewusst angestrebte Neu-Urteil.

## Hintergrund
Die Erzählung endet unbestimmt. Eine Aussage darüber, ob und wie Karl in der neuen Welt seinen Platz findet, kann nicht getroffen werden. Weitergehende Deutungen können im Rahmen des Romanfragments Der Verschollene gesucht werden. Kafka selbst sprach von einem vorgesehenen tödlichen Ende, ähnlich dem von Josef K. in Der Process.
Andererseits gibt es im Verschollenen die Vision vom großen Welttheater von Oklahoma, in dem auch Karl seinen Platz finden könnte. Aber dieser Platz wird auch unsolide, brüchig und irreal dargestellt und kann keine Heimat für Karl werden. So hinterlassen sowohl die abgeschlossene Erzählung als auch der unvollendete Roman wieder den bei Kafka häufig dargestellten ambivalenten Schwebezustand.
Kafka greift in der Geschichte auf Beispiele aus der eigenen und aus anderen jüdischen Familien zurück. In der Person eines Robert Kafka, der im Alter von 14 Jahren aus denselben Gründen seine Heimat verlassen musste, gibt es sogar eine genaue Analogie.
Das Schicksal des von der Familie verstoßenen Sohnes steht in Bezug zu den Figuren Samsa aus Die Verwandlung und Bendemann aus Das Urteil, allerdings bleibt im Heizer das tödliche Ende der Figur aus. Kafka plante, mit diesen drei Erzählungen einen eigenen Band Die Söhne herauszubringen, was sich aber zerschlug.

## Rezeption
- Verleger Kurt Wolff S. 29: „Ich bitte Sie herzlich und sehr dringend, schicken Sie mir doch freundlichst zur Lektüre möglichst `sofort das erst Kapitel Ihres Romans, das, wie Sie und ja auch Herr Dr. Brod meinen, gut einzeln veröffentlicht werden könnte, und schicken Sie mir doch auch freundlichst gleichzeitig die Abschrift oder die Handschrift der Wanzengeschichte.“
- Stach S. 120: „Denn es ist eine Spannung, die aus der – den Zeitgenossen völlig ungewohnten – einsinnigen Erzählperspektive, die ausschließlich das preisgibt, was sich innerhalb des Wahrnehmungshorizonts des Protagonisten befindet, wodurch der Leser wie im Sog eines Gravitationsfeldes in eine immer stärkere Identifikation mit dieser Figur gerät.“
- Drüke: „Nicht Karl wirkt nun schuldig – im Gegenteil: Er wird entschuldigt –, sondern die Eltern, die den Jungen (...) fortschickten, verstießen.“ (S. 47) „Karl geht unbewusst in Revision in eigener Sache und hat Erfolg. Das Schuldempfinden, das ihm die eigenen Eltern aufgeladen hatten, verschwindet nach und nach.“ (S. 46)

## Trivia
Der Film Dead Man (Jim Jarmusch, 1995) berührt viele kafkasche Themen und greift auch die Figur des Karl Roßmann sowie die des Heizers auf, der hier ein Lokheizer, gespielt von Crispin Glover, ist.

## Ausgaben
- Sämtliche Erzählungen. Herausgegeben von Paul Raabe. Fischer-Taschenbuch-Verlag, Frankfurt am Main und Hamburg 1970, ISBN 3-596-21078-X.
- Die Erzählungen. Herausgegeben von Roger HermsOriginalfassung Fischer Verlag 1997, ISBN 3-596-13270-3.
- Drucke zu Lebzeiten. Herausgegeben von Wolf Kittler, Hans-Gerd Koch und Gerhard Neumann. Fischer Verlag, Frankfurt/Main 1996, S. 63–111.

## Sekundärliteratur
- Peter-André Alt: Franz Kafka: Der ewige Sohn. Eine Biographie. C.H. Beck, München 2005, ISBN 3-406-53441-4.
- Volker Drüke: Kafkas Verwandlung. Das Urteil, Der Heizer, Die Verwandlung und weitere Erzählungen in neuem Licht. Athena-Verlag, Oberhausen 2016, ISBN 978-3-89896-625-2.
- Manfred Engel: Der Verschollene. In: Manfred Engel, Bernd Auerochs (Hrsg.): Kafka-Handbuch. Leben – Werk – Wirkung. Metzler, Stuttgart, Weimar 2010, ISBN 978-3-476-02167-0, S. 175–191.
- Eberhard Ostermann: Das Subjekt und die Macht. Kafkas Erzählung „Der Heizer“ mit Foucault gelesen. In: Germanisch-Romanische Monatsschrift 53 (2003), S. 447–461.
- Bettina von Jagow und Oliver Jahraus: Kafka-Handbuch Leben – Werk – Wirkung. Vandenhoeck & Ruprecht, Göttingen 2008, ISBN 978-3-525-20852-6.
- Reiner Stach:  Kafka. Die Jahre der Entscheidungen. S. Fischer Verlag, Frankfurt am Main 2004, ISBN 3-596-16187-8.
- Kurt Wolff Briefwechsel eines Verlegers 1911–1963 Büchergilde Gutenberg Wien 1966